# Port-Alfred
Port-Alfred est un secteur de la ville de Saguenay au Québec.
Port-Alfred a officiellement été fondée le 22 avril 1918 par l'industriel Julien-Édouard-Alfred Dubuc. Le quartier s'est développé en raison de l'implantation de l'usine de pâtes et papiers The Ha! Ha! Bay Sulphite Company Limited, qui a dès lors construit 50 maisons ouvrières pour sa main-d'œuvre. Le port en eau profonde en raison de la profondeur du Fjord du Saguenay allait permettre aux bateaux de rejoindre aisément les océans et ainsi faciliter le commerce.
En 1918, on ne comptait que 240 âmes et en 1922 ce fut 1420 âmes au total.

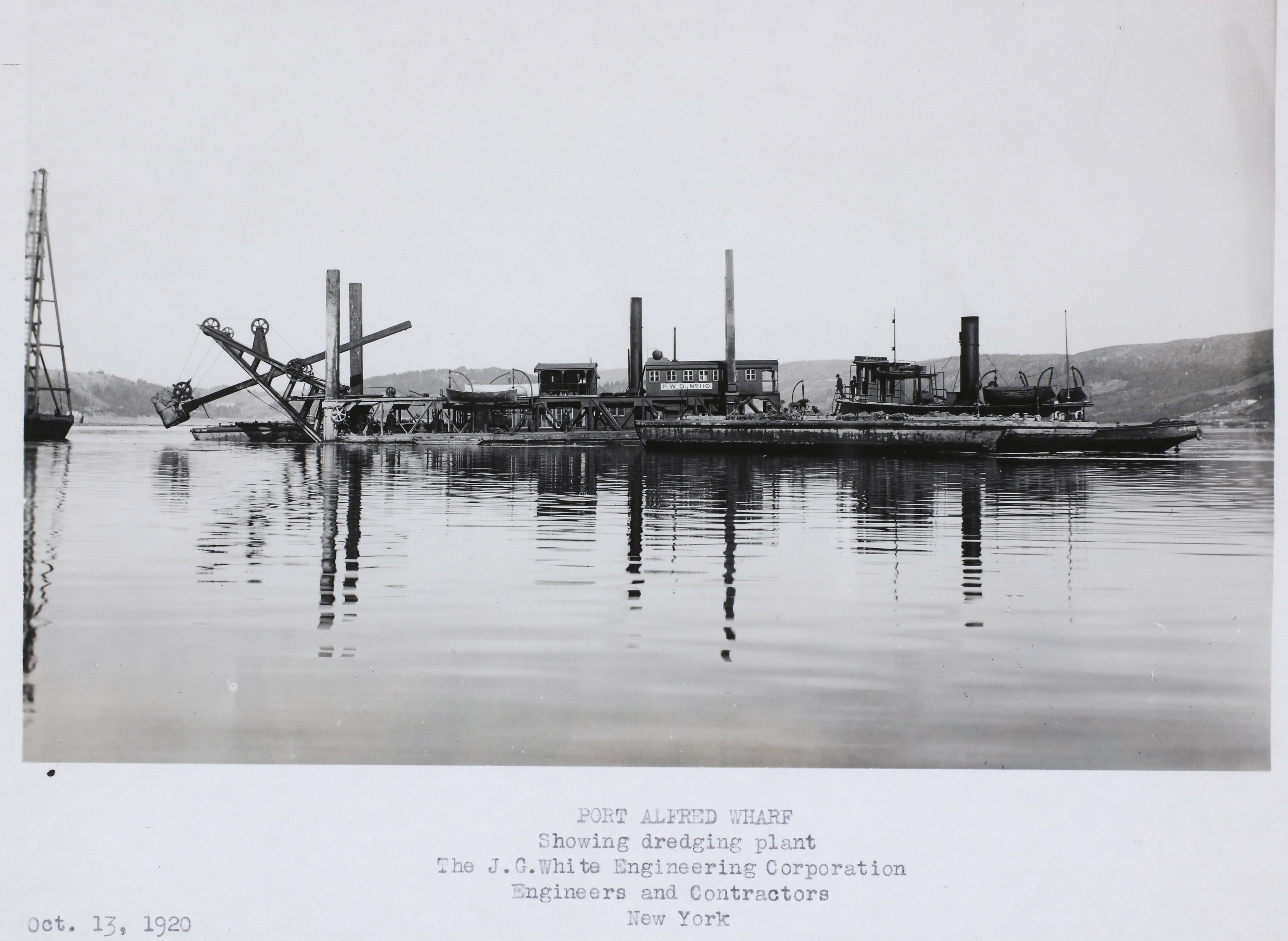
Dragage pour créer le quai, le 13 octobre 1920

Port-Alfred est une ville ouvrière inspirée de cultures industrielles nord-américaine, française et britannique. Le clivage territorial entre patrons et ouvriers est encore perceptible dans l’architecture et la situation géographique de l’arrondissement.
L'enracinement de la communauté chrétienne est bien installé dans cette ville mono-industrielle. En 1931, plus de 97,4% des répondants à un recensement se disent chrétiens dans la région. Ce n’est pas pour rien que l’église Saint-Édouard prône devant l’usine, avec une vue sur le Fjord : la pratique est majoritaire chez les ouvriers.  Monsieur Dubuc aura donné son nom à la ville et à la paroisse Saint-Édouard. L'église Saint-Édouard est de style néogothique, et le quart des coûts de construction ont été fournis par une levée de fonds à Londres et Liverpool, en Angleterre.
Une dualité est présente dans le style architectural général de la ville, illustré par l’exemple de l’église et son style anglais, qui fait face à l’hôtel de ville, dans un style Renaissance Française.
Néanmoins, l’urbanisme général des rues seraient toutefois fortement influencé de la pratique quadrilatérale nord-américaine avec des rues et des avenues nominales, sans noms. Des ruelles derrière les maisons reflètent aussi ce style. Au total, on dénombre 7 rues et avenues perpendiculaire à l’industrie qui se terminent à l’Avenue du Port, entrée directe à l’usine.
Un fait unique distingue l’aménagement spatial, c’est la disposition à flanc de montagne, sur une pente légèrement montante. L’usine influence le placement des maisons selon la hiérarchie sociale. Le Fjord du Saguenay permet ce clivage car les rues, à l’horizontal, et les avenues, à la verticale (les plus près de l’eau en bas de la pente) étaient davantage exposés aux grands vents venus de l’eau, donc, aux poussières et à la pollution de l’usine. Ainsi, les maisons de patrons s'érigeaient plus hautes, à l’abri des vents et de la pollution visuelle comme sonore et laissaient la place aux ouvriers sur les berges polluées. La distinction entre la culture ouvrière et la culture patronale se fait par positionnement territoriale. Cette différence de statut s’installe aussi dans l’aspect architecturale de la demeure. Les maisons d’ouvrières sont faites de recouvrements de bardeaux de cèdres par exemple, alors que celles des patrons s’exhibent avec un style et des matériaux plus éloquent de la richesse, comme la brique rouge.
À un certain point Port-Alfred est devenue cosmopolite car il y a eu une forte affluence des bateaux de marchandises venus d'aussi loin que la Chine, l’Italie, la Pologne et la Scandinavie.
En 1953, elle annexe le village de Grande-Baie.
En 1976, Port-Alfred a été fusionnée avec la ville voisine de Bagotville et les paroisses de Bagotville et de Grande-Baie pour former la ville de La Baie. En 2002, la ville de La Baie est devenue une partie de la ville de Saguenay.
Le club de golf Port-Alfred compte 18 trous, c'est l'un des plus beaux verts du Saguenay Lac-Saint-Jean.

## Sources
- « Résultat de la recherche - Répertoire du patrimoine culturel du Québec », sur gouv.qc.ca (consulté le 14 avril 2024)